# Dacia Unirea Brăila în sezonul 2005-2006
Sezonul 2005-2006  reprezintă al cincilea sezon în Liga a II-a pentru Dacia Unirea Brăila după doi ani petrecuți în Liga a III-a. 

## Echipă
| Nr. |         | Poziție | Jucător              |
| --- | ------- | ------- | -------------------- |
| 12  | România | P       | Iulian Olteanu       |
| -   | România | P       | Marian Bodea         |
| 1   | România | P       | Cristian Mitrea      |
| -   | România | F       | Adrian Baldovin      |
| 6   | România | F       | Laurențiu Ivan       |
| 5   | România | F       | Tudorel Pelin        |
| -   | România | F       | Alexandru Iliuță     |
| -   | România | F       | Ionuț Constantinescu |
| 16  | România | F       | Iulian Călin         |
| -   | România | M       | Costel Ionilă        |
| 23  | România | M       | Victor Olenic        |
| -   | România | M       | Giani Gorga          |
| 7   | România | M       | Daniel Pleșa         |
| -   | România | M       | Mihai Dobre          |
| -   | România | M       | Daniel Ochia         |
| 20  | România | A       | Nicolae Ciocea       |
| -   | România | A       | Fănel Ghioca         |
| -   | România | A       | Marian Covaci        |
| -   | România | A       | Cristian Ungureanu   |

## Transferuri

### Sosiri
| Post | Jucător          | De la echipa          | Sumă de transfer  | Dată |  | ---- |
| ---- | ---------------- | --------------------- | ----------------- | ---- |  | ---- |
| P    | Cristian Mitrea  | Juniori               | liber de contract | -    |  |      |
| F    | Alexandru Iliuță | FC Național București | liber de contract | -    |  |      |
| M    | Daniel Ochia     | Callatis Mangalia     | liber de contract | -    |  |      |

### Plecări
| Post | Jucător         | De la echipa | Sumă de transfer  | Dată |  | ---- |
| ---- | --------------- | ------------ | ----------------- | ---- |  | ---- |
| M    | Dumitru Horovei | FC Botoșani  | liber de contract | -    |  |      |
| A    | Romeo Buteseacă | Gloria Buzău | liber de contract | -    |  |      |
| A    | Marius Matei    | FC Botoșani  | liber de contract | -    |  |      |

## Seria II

### Rezultate
| Victorii | Egaluri | Înfrângeri | Cea mai mare victorie | Cea mai mare înfrangere |

### Sezon intern
| 1  | FC Altay Constanța       | Dacia Unirea Brăila      | Drăgoi 84                                                                   | 1-0 |
| 2  | Dacia Unirea Brăila      | Forex Brașov             | Gorga 3, 57, Ungureanu 20, 75, Covaci 85, Cătană 63                         | 5-1 |
| 3  | CS Portul Constanța      | Dacia Unirea Brăila      | Boghițoi 35, Camboianu 43, C. Anghel 80 p, Ciocea 24, Pleșa 32 p, Covaci 52 | 3-3 |
| 4  | Dacia Unirea Brăila      | FC Ceahlăul Piatra Neamț | Covaci 81                                                                   | 1-0 |
| 5  | AS Midia Năvodari        | Dacia Unirea Brăila      | Coconașu 57                                                                 | 1-0 |
| 6  | Dacia Unirea Brăila      | FC Cetatea Suceava       | Covaci 67, Gorga 69, Berezoschi 90 p                                        | 2-1 |
| 7  | Petrolul Moinești        | Dacia Unirea Brăila      | S. Popa 57, Chiriac 59, Ungureanu 10, Covaci 85                             | 2-2 |
| 8  | Dacia Unirea Brăila      | Callatis Mangalia        |                                                                             | 0-0 |
| 9  | Gloria Buzău             | Dacia Unirea Brăila      |                                                                             | 0-0 |
| 10 | Dacia Unirea Brăila      | FC Brașov                |                                                                             | 0-0 |
| 11 | Precizia Săcele          | Dacia Unirea Brăila      | Terciu 57                                                                   | 1-0 |
| 12 | Dacia Unirea Brăila      | FC Botoșani              | Ungureanu 54                                                                | 1-0 |
| 13 | Dunărea Galați           | Dacia Unirea Brăila      | S. Drăgan 43, Gorga 41                                                      | 1-1 |
| 14 | FCM Târgoviște           | Dacia Unirea Brăila      | Ciolcă 29 og                                                                | 0-1 |
| 15 | Dacia Unirea Brăila      | Laminorul Roman          | Gorga 40 p, Ungureanu 48                                                    | 2-0 |
| 16 | Dacia Unirea Brăila      | FC Altay Constanța       | Ungureanu 53                                                                | 1-0 |
| 17 | Forex Brașov             | Dacia Unirea Brăila      | Fl. Stângă 59, Fl. Anghel 71, Olenic 18                                     | 2-1 |
| 18 | Dacia Unirea Brăila      | CS Portul Constanța      | Ungureanu 53, Ciocea 71 og                                                  | 1-1 |
| 19 | FC Ceahlăul Piatra Neamț | Dacia Unirea Brăila      | C. Ilie 55                                                                  | 1-0 |
| 20 | Dacia Unirea Brăila      | AS Midia Năvodari        |                                                                             | 3-0 |
| 21 | FC Cetatea Suceava       | Dacia Unirea Brăila      | Roman 32, V. Dinu 38 p, 70, Andrieș 69, 77                                  | 5-0 |
| 22 | Dacia Unirea Brăila      | Petrolul Moinești        | Ghioca 37, Covaci 69, Ungureanu 85, Berea 26                                | 3-1 |
| 23 | Callatis Mangalia        | Dacia Unirea Brăila      | Chelu 47, Iacob 85                                                          | 2-0 |
| 24 | Dacia Unirea Brăila      | Gloria Buzău             |                                                                             | 0-0 |
| 25 | FC Brașov                | Dacia Unirea Brăila      | Arm. Karamian 6, Dedu 77                                                    | 2-0 |
| 26 | Dacia Unirea Brăila      | Precizia Săcele          | Ungureanu 7                                                                 | 1-0 |
| 27 | FC Botoșani              | Dacia Unirea Brăila      | Kanu 22, M. Matei 68                                                        | 2-0 |
| 28 | Dacia Unirea Brăila      | Dunărea Galați           | Ciocea 85                                                                   | 1-0 |
| 29 | Dacia Unirea Brăila      | FCM Târgoviște           | L. Ivan 59 p, Vasilache 80, Ciolcă 61                                       | 2-1 |
| 30 | Laminorul Roman          | Dacia Unirea Brăila      | E. Popa 90                                                                  | 1-0 |

Clasamentul după 30 de etape se prezintă astfel: